# Fabrizio Miccoli
Fabrizio Miccoli (Nardò, 27 juni 1979) is een voormalig Italiaanse voetballer die doorgaans als aanvaller speelt. 

## Clubcarrière
Fabrizio Miccoli begon in 1996 met zijn professionele voetbalcarrière. Dit was bij Casarano Calcio, een club uit de provincie Lecce in Zuid-Italië die uitkwam in de Serie C1. Miccoli speelde twee seizoenen voor Casarano, waarin hij in 59 wedstrijden negentien keer scoorde. In 1998 deed Miccoli een stapje omhoog op de Italiaanse voetballadder door een transfer van Casarano naar de Serie B-club Ternana. Hij zou vier seizoenen in de Serie B met Ternana spelen. Hij verscheen 123 keer op het veld voor het team en scoorde daarin 32 doelpunten. Na het goede spel bij Ternana werd Fabrizio Miccoli overgenomen door een van de grootste Italiaanse clubs.

### Perugia
In 2002 nam Juventus Miccoli over van Ternana Calcio. Ze huurden hem echter direct uit aan een andere Serie A-club Perugia. Miccoli maakte zijn debuut op het allerhoogste niveau op 15 september 2002 en scoorde onmiddellijk voor zijn nieuwe werkgever in de wedstrijd tegen Reggina (2-0). Bij Perugia groeide hij uit tot een van de publiekslievelingen, vanwege zijn goede spel. In 34 wedstrijden wist hij negen keer het net te vinden en hij hielp Perugia aan een plek op de ranglijst die recht gaf op een Intertoto Cup-ticket. Het seizoen 2002/2003 was ook het seizoen dat Fabrizio Miccoli voor het eerst opgeroepen werd voor het nationale team van Italië.

### Juventus
Door zijn goede spel in het voorgaande seizoen bij Perugia haalde Juventus in het seizoen 2003/2004 Miccoli terug om deel uit te maken van haar eigen selectie. Bij Juventus zou hij zijn debuut in de Champions League maken. Daarin speelde hij namelijk zes wedstrijden, waarin hij één keer scoorde. Bij Juventus werd hem echter niet een grote kans gegund en Fabrizio Miccoli moest het met 24 competitiewedstrijden doen. Daarin trof hij zeven keer doel. Het seizoen erop werden de helft van de rechten van hem voor €7 miljoen verkocht aan een gepromoveerde club.

### Fiorentina
In het seizoen 2004/2005 maakte Fabrizio Miccoli deel uit van de selectie van Fiorentina. Eenmaal daar groeide hij weer uit tot een belangrijke kracht voor het team. In totaal speelde hij dat seizoen 35 wedstrijden voor de club uit Florence. Daarin scoorde hij twaalf doelpunten, waaronder één op de laatste speeldag tegen Brescia wat de redding voor Fiorentina zou zijn. Door dit doelpunt degradeerde niet Fiorentina maar Brescia naar de Serie B. Aan het eind van het seizoen werd na een rechtszaak bepaald dat Miccoli terug naar Juventus moest. Zij huurden hem echter opnieuw meteen uit, ditmaal aan een Portugese topclub.

### Benfica
SL Benfica was de club waaraan Juventus Fabrizio Miccoli voor aanvang van het seizoen 2005/2006 verhuurde. Bij de topclub uit Lissabon kwam hij te spelen onder leiding van de Nederlandse coach Ronald Koeman. Het bleek een goede stap te zijn, want net als bij Perugia groeide Miccoli ook hier uit tot een publiekslieveling. In de Champions League scoorde hij in de achtste finale het doelpunt tegen Liverpool FC dat ervoor zorgde dat Benfica doordrong tot de kwartfinales. Na het eerste seizoen bij "De Adelaars" waren veel clubs in hem geïnteresseerd, onder andere AS Roma, Blackburn Rovers en Inter Milan. Ondanks deze interesses besloot Miccoli nog een seizoen bij Benfica te blijven. Na dat tweede seizoen verliet hij echter toch Portugal om terug te gaan naar zijn vaderland. Bij Benfica speelde Miccoli 56 wedstrijden en trof daarin negentienmaal doel.

### Palermo
In de zomer van 2007 haalde Palermo Fabrizio Miccoli terug naar Italië. De club uit Sicilië betaalde ongeveer €4 miljoen voor de oud-international. Bij Palermo vormt Miccoli een spitsenduo met de Braziliaan Amauri. Miccoli is aan het eind van het seizoen 2012/2013 weg gegaan bij Palermo. 

### Lecce
Lecce was de volgende club van Miccoli, in het seizoen 2013/2014. Bij aankomst werd Miccoli gelijk aanvoerder van het team. Hij scoorde 14 doelpunten in 27 optredens.

### Birkirara
Op 24 juni 2015 bereikte Miccoli een akkoord met Birkirara in de Maltese Premier League over een eenjarig contract. In de competitie scoorde Miccoli 6 doelpunten in 11 wedstrijden. Op 16 december 2015 kondigde Miccoli zijn beslissing aan om te stoppen als professioneel voetballer.

## Interlandcarrière
Miccoli maakte zijn debuut voor Italië in 2003, tijdens een oefenwedstrijd tegen Portugal. Daar gaf de 1.68 meter lange Italiaan de assist aan Bernardo Corradi, die het enige doelpunt van de wedstrijd scoorde. In 2004 scoorde Miccoli zelf tegen Portugal in een andere oefenwedstrijd. Hij scoorde direct uit een corner. Ondanks dat Fabrizio Miccoli vaak bij de selectie zat deze periode, maakte hij geen deel uit van de selectie die afreisde naar EURO 2004, dat gehouden werd in Portugal. Na 2004 kwam hij niet meer in actie voor Italië.

## Privéleven
In april 2022 kreeg Miccoli een gevangenisstraf van 3,5 jaar opgelegd vanwege afpersing, een misdrijf dat in 2010 had plaatsgevonden. Hij werd hiervoor in 2017 reeds veroordeeld, maar ging hiertegen tevergeefs in beroep.